# 철도 브레이크

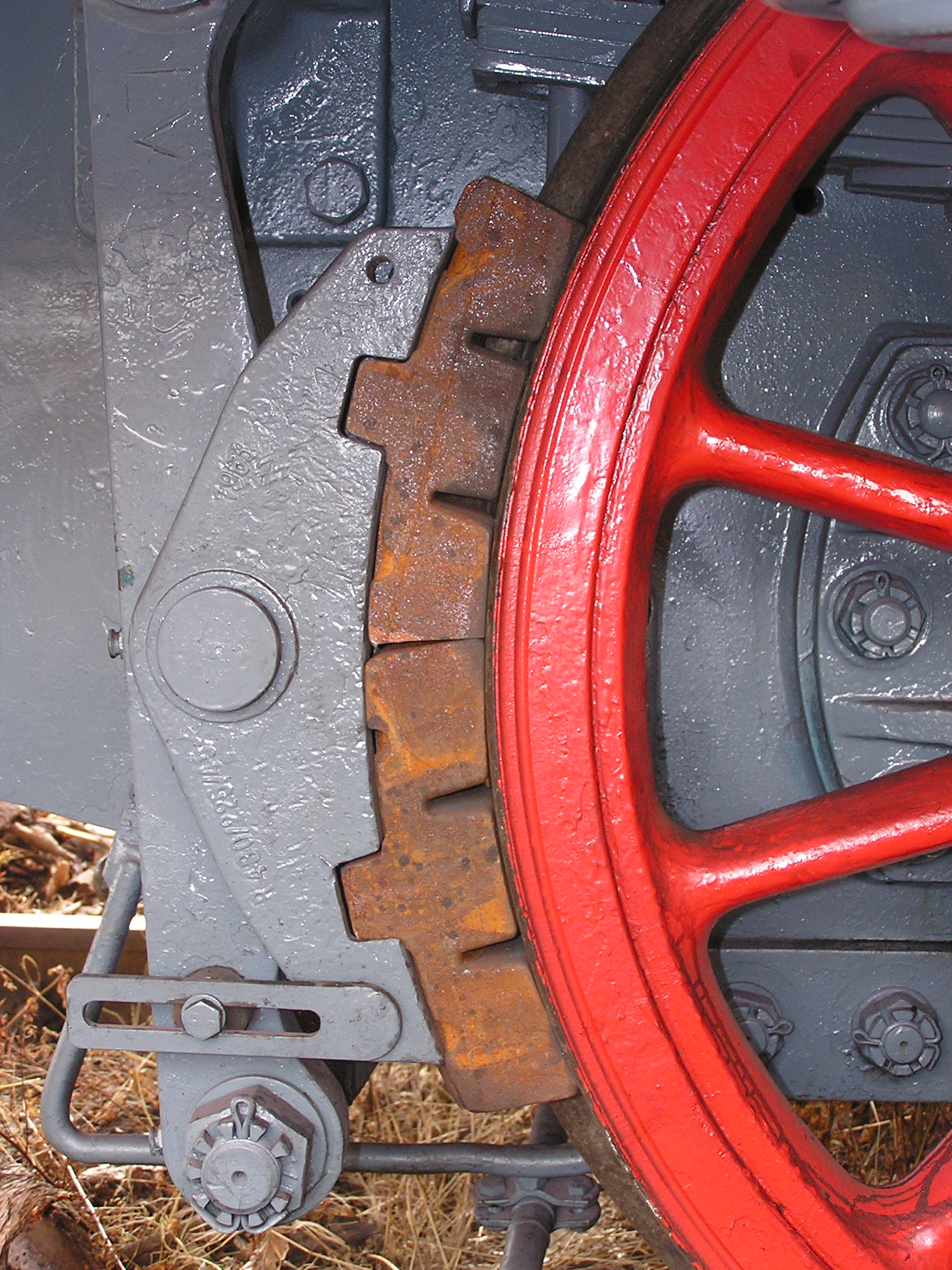

철도 브레이크(railway brake)는 철도 열차의 차량에 사용되는 브레이크 유형으로 감속, 가속 제어(내리막) 또는 주차 시 움직이지 않도록 유지한다. 기본 원리는 도로 차량 사용과 유사하지만 여러 연결된 차량을 제어하고 원동기가 없는 차량에 효과적이어야 하기 때문에 작동 기능이 더 복잡하다. 걸쇠 브레이크(clasp brake)는 역사적으로 열차에 사용된 브레이크 유형 중 하나이다.

## 같이 보기
- 와전류제동
- 비상제동
- 공기제동
- 디스크 브레이크
- 회생 제동